# Antoine-Denis Chaudet
Antoine-Denis Chaudet (Parigi, 1763 – 1810) è stato uno scultore francese.
Inizialmente scultore rococò, subì l'influenza di Antonio Canova durante un periodo a Roma dal 1784 al 1789 e, tornato in patria, si convertì definitivamente al neoclassicismo. Su ordine di Napoleone Bonaparte fu autore di varie sculture, tra le quali spicca La Pace (1805).